# 4806 Miho
4806 Miho este un asteroid din centura principală, descoperit pe 22 decembrie 1990 de Akira Natori și Takeshi Urata.